# Amedeo Vella
Amedeo Patrizio Vella (Naro, 28 agosto 1839 – Vibo Valentia, 5 luglio 1923) è stato un compositore italiano, conosciuto nel Sud Italia per le sue marce funebri, particolarmente per Una lagrima sulla tomba di mia madre.

## Biografia
Amedeo Patrizio Vella, inizialmente registrato all'anagrafe come Amodeo, nasce a Naro, un piccolo paese dell'agrigentino, il 28 agosto 1839 da Calogero e Giuseppa Pacinella. Don Amodeo Vella è il secondo di tre figli, tra cui Giustina la primogenita e Alfonso, divenuto anch'egli musicista. Il 17 luglio 1850, la famiglia Vella è in lutto per la scomparsa di Donna Giuseppa. All'epoca dei fatti, Amedeo appena undicenne trova lo spunto per comporre quella che diventerà la sua più famosa opera: Una lagrima sulla tomba di mia madre. Il brano composto dal giovane Vella diventa rapidamente un successo e mette in evidenza le precoci qualità di compositore musicale. Amedeo Vella prese in sposa Nazarena Pulerà che gli darà alla luce ben quattro figli: Gesualdo, Giuseppina, Matilde e Irene. Giovanissimo il compositore prestò servizio militare presso la 54º Fanteria, partecipando alle campagne militari del 1860 e del 1866, guadagnando anche due medaglie al valore. Vella fu compositore di opere sacre, ballabili e di marce funebri delle quali ricordiamo anche Dogali. Qualche tempo dopo le due campagne militari si trasferì a Vibo Valentia con la famiglia, lasciando la carica di capomusica di banda militare per diventare maestro di musica presso il Valentianum, un ex-convento domenicano, dove tramandò le sue opere ai propri allievi. Amedeo Vella morì il 5 luglio 1923 a Vibo Valentia.

### Una lagrima sulla tomba di mia madre
L'opera più nota di Amedeo Vella è senza dubbio la marcia funebre "Una lagrima sulla tomba di mia madre" composta all'età di undici anni a seguito della morte della madre. La marcia è famosissima nel Sud Italia e accompagna quasi tutte le processioni della Settimana Santa. In Sicilia la marcia è ricordata come "A Vella": questo nome deriva dall'usualità di chiamare le marce con il nome dell'autore, in questo caso "Amedeo Vella" o "A. Vella"; la "A" puntata però è stata sostituita nella tradizione siciliana dalla semplice "A" che riporta alla forma contratta dell'articolo determinativo della lingua siciliana. La marcia funebre si è estesa per tutto il Mezzogiorno a macchia d'olio partendo da Trapani, dove è diventata la colonna sonora della processione dei Misteri. Questa marcia funebre deve parte del successo anche a due film che l'hanno resa celebre: Pane, amore e... di Dino Risi e Amarcord di Federico Fellini. Inizialmente la marcia funebre era utilizzata in occasione di funerali pubblici e privati, solo in seguito fu adottata dalla varie bande, dopo che lo spartito si diffuse, in vista dei riti della Settimana Santa. La caratteristica principale della marcia funebre è il susseguirsi e l'alternarsi delle classi di strumento, con un crescendo di fiati dal clarinetto alla tromba.